# Das Haus des Schreckens (1945)
Das Haus des Schreckens (Originaltitel: The House of Fear) ist ein US-amerikanischer Kriminalfilm aus dem Jahr 1945. Er basiert lose auf The Five Orange Pips und The Norwood Builder von Arthur Conan Doyle, mit Sherlock Holmes und Dr. Watson als Hauptfiguren. Es handelt sich um den zehnten Film dieser Serie, der auch als Das Haus des Grauens aufgeführt wurde.

## Handlung
Der Klub der guten Kameraden trifft sich in einem abgelegenen Landsitz in Schottland und bestand ursprünglich aus sieben Mitgliedern. Jedoch sind zwei Mitglieder – Ralph King, ein Anwalt im Ruhestand und Stanley Raeburn, ein ehemaliger Schauspieler – nach Zusendung von Apfelsinenkernen zu Tode gekommen. Da die Klubmitglieder hoch lebensversichert sind und sich gegenseitig als Begünstigte eingesetzt haben, bittet der Versicherungsagent Chambers den Meisterdetektiv Sherlock Holmes und dessen Freund Dr. Watson darum, Licht ins Dunkel zu bringen.
So reisen Holmes und Watson nach Schottland zum Haus des Schreckens, wie es von den Bewohnern des nahen Dorfes genannt wird, wo die Klubmitglieder zur Zeit Gast bei einem ihrer Klubkameraden sind. Jeden Tag überbringt die Haushälterin Mrs. Montieth während des Dinners an jeweils eines der Klubmitglieder einen Brief, in dem sich jeweils so viele Orangenkerne befinden, wie die noch vorhandene Anzahl der Klubmitglieder. Kurz nach Holmes’ Ankunft fällt Guy Davis zum Opfer, dann später der nervöse Alan Cosgrave und schließlich der impulsive Captain Simpson. Auch Inspector Lestrade ist mittlerweile vor Ort.
Unterdessen wird der Tabakverkäufer MacGregor ermordet – Holmes vermutet, dass er zu viel über einen Vorgang im Haus der Kameraden wusste, da er an Lestrade eine Nachricht geschickt hatte, sich dringend mit ihm treffen zu wollen. Bei Holmes Rückkehr ist nach dem Tod des zwielichtigen Dr. Merrivale nur noch der Vorsitzende des Clubs, Bruce Alastair, am Leben. Es stellt sich heraus, dass sich die Klubmitglieder nach ihrem „Ableben“ in einem geheimen Kellergewölbe des Hauses versteckt hielten, um dort auf eine Auswanderung zu warten und die Versicherungsprämien einzustreichen. Der ebenso lammfromme wie naive Bruce Alastair sollte dabei als Sündenbock benutzt werden. Als Watson dem Geschehen auf die Spur kommt, wird er von den guten Kameraden entführt und soll ermordet werden. Durch die Ausmessung des Hauses erfährt Holmes jedoch von dem Gewölbe und kann Watson retten.
Die guten Kameraden werden nicht nur wegen Betruges verurteilt, sondern auch wegen Mordes. Sie töteten nämlich MacGregor, der ihnen auf die Spur gekommen war. Die Versicherung und Alastair bedanken sich unterdessen bei Sherlock Holmes.

## Synchronisation
Die deutsche Synchronfassung entstand 1969 beim Deutschen Fernsehfunk in der DDR und wurde dort erstmals am 17. April 1969 ausgestrahlt. Hergestellt im DEFA Studio für Synchronisation in Weimar, übernahm Friedel Hohnwald das Dialogbuch und Wolfgang Thal die Regie.
In einer 1980 erfolgten Version, die ebenfalls aus der DDR stammt, übernahm Bernd Bartoszewski das Buch und Horst Schappo die Regie.
| Rolle                       | Schauspieler   | Synchronisation (1969) | Synchronisation (1980) |
| --------------------------- | -------------- | ---------------------- | ---------------------- |
| Sherlock Holmes             | Basil Rathbone | Walter Niklaus         | Walter Niklaus         |
| Dr. John Watson             | Nigel Bruce    | Alfred Bohl            | Hinrich Köhn           |
| Alastair                    | Aubrey Mather  | Georg-Heinrich Lange   | Paul Arenkens          |
| Mr. Chalmers (Versicherung) | Gavin Muir     | Jürgen Zartmann        | Heinz Behrens          |
| Capt. John Simpson          | Harry Cording  | Bert Brunn             | Detlev Witte           |
| Alan Cosgrave               | Holmes Herbert | Victor Draeger         | Fritz Decho            |
| Inspector Lestrade          | Dennis Hoey    | Hans Gora              | Klaus Glowalla         |
| Mrs. Montieth               | Sally Shepard  | Gertrud Klawitter      | Anne Wollner           |
| Simon Merrivale             | Paul Cavanagh  | Dieter Leinhos         | Wolfgang Lohse         |